# Gà rán nhắm bia
Gà rán nhắm bia hay chimaek (치맥; từ Korean  chikin 'gà rán', và  maekju 'bia') là sự kết hợp của món gà rán (huraideu bình thường hoặc yangnyeom vị cay) nhắm (gọi là anju trong tiếng Hàn) với bia trong bữa tối ở nhiều nhà hàng Hàn Quốc, kể cả một số chuỗi nhà hàng chuyên biệt.